# Diagrama Hertzsprung-Russell

Diagrama Hertzsprung-Russell

Diagrama Hertzsprung-Russell este un anumit tip de diagramă de dispersie, care utilizează coordonate carteziene pentru a prezenta două variabile ale unei mulțimi de date astronomice referitoare la stele, cu scopul determinării tipurilor și vârstelor acelor obiecte astronomice.
Temperatura suprafeței stelei (calculată în funcție de culoarea luminii pe care o emite) este comparată cu strălucirea ei și steaua e clasificată in funcție de poziția sa pe diagramă. Conform acestei diagrame, stelele sunt casificate în felul următor:
- strălucitoare (mari)
- palide (mici)
- fierbinți (tinere) și
- reci (bătrâne).

Diagrama a fost creată aproximativ prin anul 1910 de către Ejnar Hertzsprung și Henry Norris Russell și reprezintă un pas important către o înțelegere a evoluției stelare a "vieții stelelor".

## Generalități

### Istorie
Diagrama Hertzsprung-Russell a fost inventată în jurul anului 1910 de astronomii Ejnar Hertzsprung și Henry Norris Russell.
Hertzsprung era un astronom danez (1873 – 1967). El a avut ideea în 1905 de a clasa stelele de un același tip spectral în mai multe clase de luminozitate, în funcție de temperatura lor de suprafață. Din motive istorice axa temperaturilor este îndreptată spre stânga. Diagrama creată de Hertzsprung a fost perfecționată de H. N. Russell.
Russell era un astronom american (1877 – 1957), căruia i se datorează numeroase lucrări de fizică stelară, care l-au condus la stabilirea unei clasificări a stelelor în funcție de luminozitatea și tipul lor spectral.

### Definiție
O diagramă Hertzsprung-Russell reprezintă fie luminozitatea intrinsecă în funcție de temperatură (utilizată de teoreticieni), fie magnitudinea absolută în funcție de indicele de culoare  (ceea ce decurge imediat din datele fotometrice). În acest al doilea caz, se vorbește și despre diagrama culoare-magnitudine.

### Convenții
O diagramă Hertzsprung-Russell este prezentată întotdeauna în modul următor:
- luminozitatea este reprezentată pe ordonată (axa verticală); cele mai strălucitoare stele fiind mai sus;
- temperatura efectivă, sau indicele de culoare, este reprezentată pe abscisă (axa orizontală); cele mai fierbinți (și, deci, cele mai tinere) stele fiind la stânga.

Asemenea convenții provin din faptul că primele diagrame erau diagrame culoare-magnitudine, care arătau datele fotometrice brute, culese prin observarea populațiilor stelare; magnitudinea unei filtrări era exprimată ca funcție de diferența de magnitudine ale unei alte  filtrări.
Ordinea literelor O B A F G K M a tipului spectral de pe abscisă poate fi reținută prin fraza mnemotehnică din engleză "Oh, Be A Fine Girl/Guy, Kiss Me!"

### Clasificarea stelelor

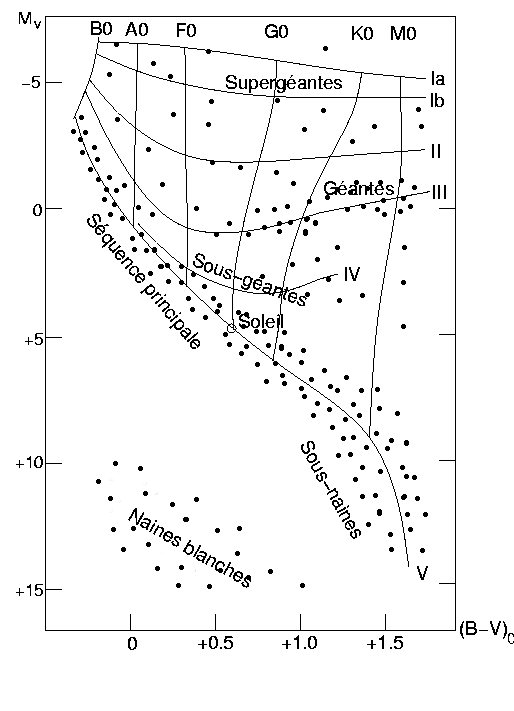
Diagrama Hertzsprung-Russell schematică

Clasificarea spectrală a stelelor apare limpede pe diagrama Hertzsprung-Russell: liniile aproape verticale separă diferitele tipuri spectrale, în timp ce liniile oblice sau aproape orizontale sunt denumite clase de luminozitate. Figura alăturată ilustrează clasificarea.

## Repartiția stelelor - populație heterogenă prin vârstă și compoziție chimică
Examinarea unei diagrame a unei populații de stele, ca aceea de mai jos, arată o enormă concentrare de stele de-a lungul unei diagonale precum și o concentrare semnificativă de câteva magnitudini deasupra diagonalei. Alte zone ale diagramei sunt compet goale de stele, sau foarte puțin populate. Figura de mai jos prezintă diagrama Hertzsprung-Russell a stelelor apropiate a căror distanță este cunoscută cu o bună precizie.

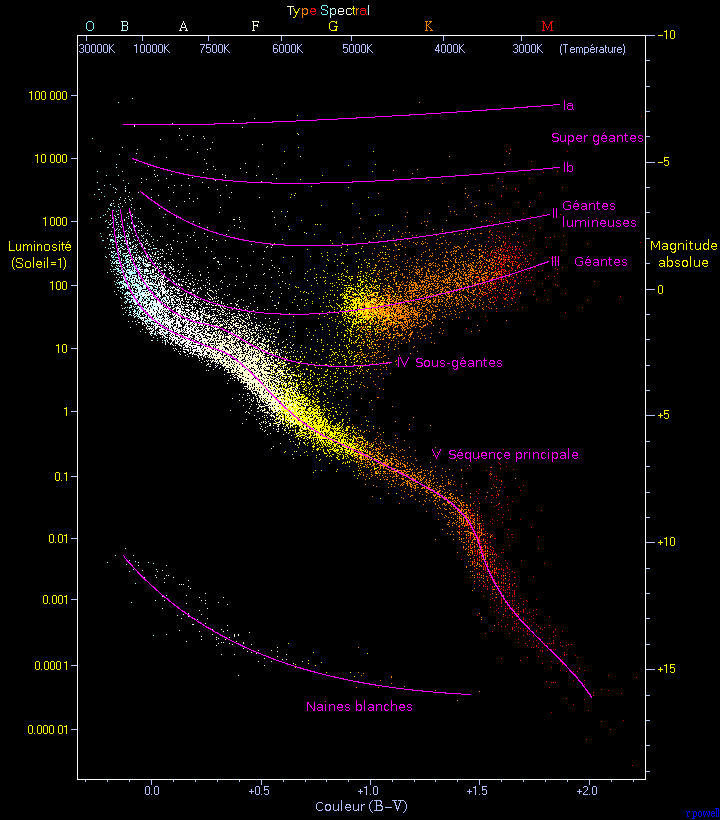
Diagrama Hertzsprung-Russell creată de Richard Powell, cu permisiunea de difuzare pe Wikipedia. 22000 de stele din Catalogul Hipparcos și 1000 de stele din Catalogul Gliese au fost luate în cont. Soarele se află pe secvența principală și are luminozitatea 1 (magnitudine absolută 4,8) și temperatura de (tip spectral G2).

### Secvența principală
Secvența principală este regiunea din diagrama Hertzsprung-Russell în care se află majoritatea stelelor, ea corespunde cu diagonala care merge de la colțul stâng-superior (cald și luminos) la colțul drept-inferior (rece și puțin luminos). Dacă acolo concentrația de stele este atât de ridicată, e pentru că acolo ele își petrec circa 90 % din viață evoluând foarte puțin, arzându-și hidrogenul în nucleu.
Dispersia stelelor în jurul secvenței principale are mai multe cauze. Compoziția chimică schimbă cu ușurință locul stelelor pe diagramă: cu cât steaua este mai bogată în metale, cu atât ea este mai rece și mai puțin luminoasă, întrucât ea păstrează o rază constantă. Stelele de populație II, mult mai sărace decât stelele de populație I, formează astfel clasa subpiticelor. În plus, stelele își măresc încet luminozitatea și își schimbă temperatura în timpul fazei lor pe secvența principală. Alți factori, cum sunt rotația, prezența unor companioni apropiați sau câmpuri magnetice, pot și acestea să explice un plasament un pic dispersat.

Un alt factor este incertitudinea observațiilor; aceste incertitudini sunt afectate îndeosebi de distanța de steaua în chestiune, dar privesc și stelele binare, neidentificate sau greșit identificate ca atare.

### Gigantele
Circa 5 până la 10 magnitudini deasupra secvenței principale, se află o importantă concentrare de stele: este vorba despre stele aflate la sfârșitul vieții, fie în stadiul de gigantă roșie, cu strat fin de hidrogen care „arde” în jurul unui nucleu de heliu inert, fie — și mai cu seamă de fapt — stele din ramura orizontală, cu nucleul cărora heliul fuzionează pentru a da carbon și oxigen. Combustia heliului este totuși mult mai rapidă decât aceea a hidrogenului în timpul secvenței principale, iar stelele sunt destul de instabile în timpul acestui stadiu. Gigantele roșii cresc în luminozitate chiar dincolo de această concentrare de stele.

### „Gaura” gigantelor galbene
În zona de temperatură a stelelor de tip G și F cu luminozități de peste 50 de ori luminozitatea Soarelui, este o cvasiabsență de stele. O asemenea „gaură” poate să se explice prin instabilitatea unor astfel de stele: stelele de mase intermediare sau foarte masive, după secvența principală, devin gigante roșii foarte rapid (mai puțin de 1 % din timpul petrecut în secvența principală), în timp ce stelele își ard heliul în nucleu sunt instabile în această regiune.

### Piticele albe
Foste nuclee de stele care și-au ejectat anvelopa în timpul stadiului de gigantă roșie, piticele albe sunt stele foarte mici (unele de talia Pământului) și foarte calde la suprafață. De unde rezultă această poziție atât de deosebită, în partea de jos-stânga a diagramei Hertzsprung-Russell. Este stadiul ultim al stelelor cu masă mai mică decât 8 mase solare. Aceste stele se răcesc încet pentru a deveni pitice negre, dar această răcire ia mai multe miliarde de ani, încât nicio pitică neagră nu a fost observată până azi. Contrar altor stele, piticele albe cele mai luminoase sunt  cele mai puțin masive, deoarece radiația unei pitică albă se diminuează odată cu masa acesteia.